# Perisades I

Expansión del reino del Bósforo, incluidas las conquistas de Perisades I.

Perisades I (en griego antiguo: Παιρισάδης, Pairisádēs, Παρισάδης, Parisádēs, Βηρισάδης, Bērisádēs) fue rey del Bósforo desde aproximadamente el 349 al 310 a C. 

## Reinado
Según Diodoro Sículo, Perisades I fue el segundo hijos de Leucón I. Sucedió a su hermano Espártoco II, muerto a priori sin descendientes. Reinó durante 38 años.
Estrabón añade que «Perisades I gobernó con mucha dulzura y moderación y habría merecido incluso que se le rindieran honores divinos».
Según Dinarco, Demóstenes es el responsable de la estatua erigida en Atenas en honor de Perisades I y de dos de sus hijos, su heredero Sátiro II y Gorgipo, en 324/323 a C.

## Matrimonio y descendencia
De su unión con Camasaria, hija de Gorgipo conocida por una dedicatoria a los dioses Sanerges y Astara hecha en Fanagoria, tuvo al menos cuatro hijos: Sátiro II, Gorgipo, Prítanis y Eumelo, que se disputaron entre ellos la sucesión al trono.